# Keisai Eisen
En aquest nom japonès, el cognom és Keisai.

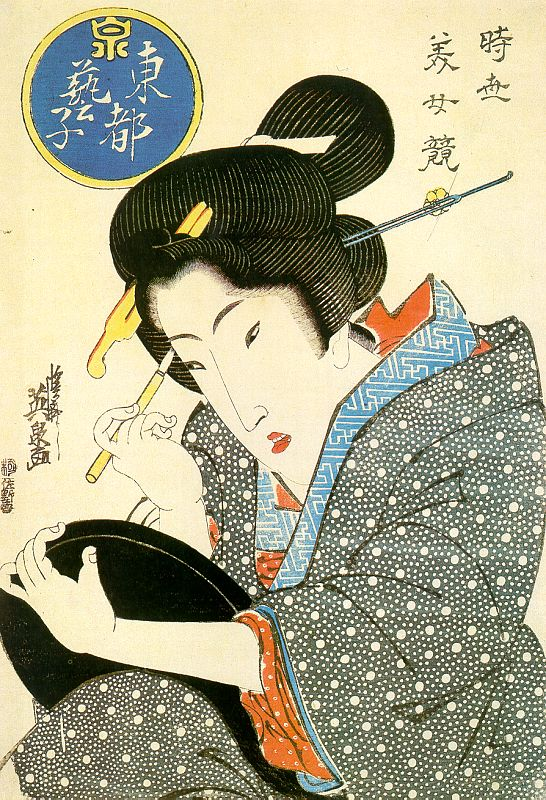
Un exemple d'estampa bijin d'Eisen (de la sèrie Toto geiko)

Keisai Eisen (渓斎 英泉, 1790 – 1848) va ser un artista d'ukiyo-e japonès que es va especialitzar en els bijinga (estampes de dones boniques). Els seus millors treballs, inclosos els seus okubi-e ('grans retrats de cap'), se'ls considera obres mestres de la "decadent" era Bunsei (1818–1830). També se'l coneixia com a Ikeda Eisen, i com a escriptor emprava el pseudònim Ippitsuan.

## Biografia

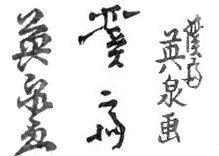
Signatures de Keisai Eisen. Llegit d'esquerra a dreta: “Eisen ga” (英泉　画), “Keisai” (渓斎), i “Keisai Eisen ga” (渓斎　英泉　画)

Eisen va néixer a Edo dins la família Ikeda, fill d'un destacat cal·ligrafista. Va ser aprenent de Kano Hakkeisai, de qui va prendre el nom (goh) de Keisai, i després de la mort del seu pare va estudiar amb Kikugawa Eizan. Els seus treballs inicials reflectien la influència del seu mentor, però aviat va desenvolupar el seu propi estil.
Va produir un nombre de surimono (gravats que es publicaven privadament), gravats eròtics i paisatges, incloses Les seixanta-nou estacions del Kiso Kaido, que ell va començar i Hiroshige va completar. Tanmateix, les seves obres més famoses són els bijin-e (estampes de dones boniques), en què retratava dones d'una manera més mundana que les representades per artistes anteriors, substituint la seva gràcia i elegància per una sensualitat menys estudiada. Va produir molts retrats i estudis de cos sencer representant les modes del moment.
A més de produir una prolífica quantitat de gravats, va ser escriptor, i produí les biografies dels Quaranta-set Ronin i diversos llibres, inclosa una continuació de l'Ukiyo-e Ruiko (Història dels gravats del Món Flotant), un llibre que documentava la vida dels artistes d'ukiyo-e. El seu suplement es coneix com a Notes d'un vell sense nom, i s'hi descriu a si mateix com un dissolut gran bevedor i declara haver estat propietari d'un bordell a Nezu als anys 1830, que es va cremar.

## Galeria

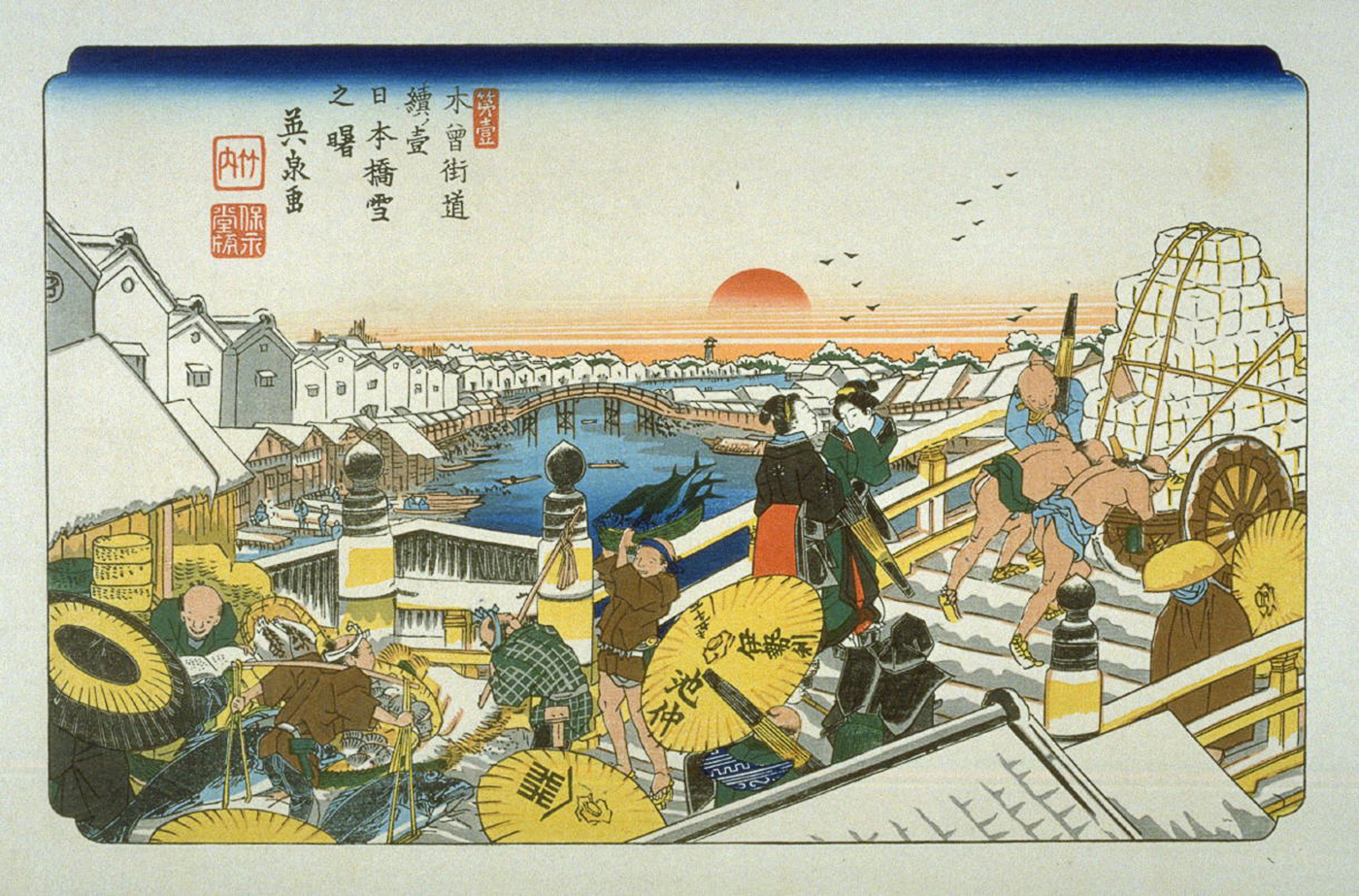
Nihonbashi al Kisokaido
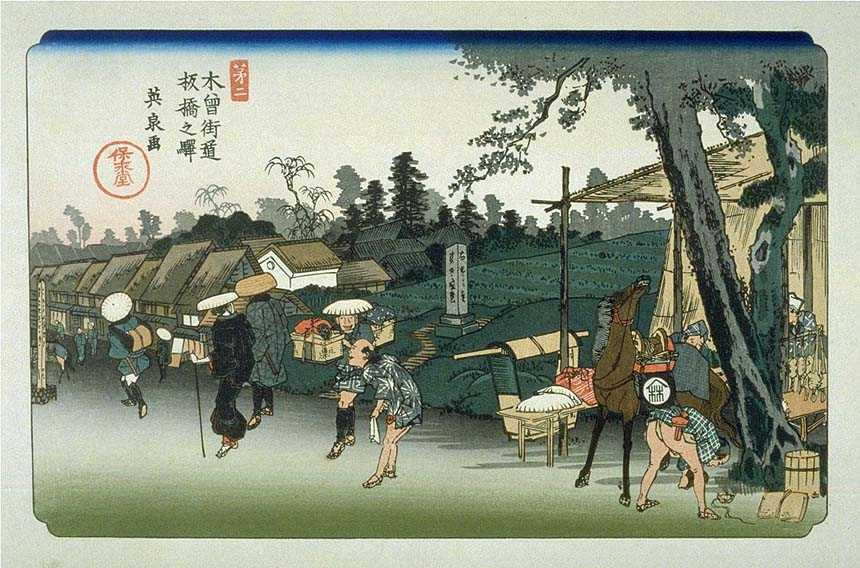
Itabashi al Kisokaido
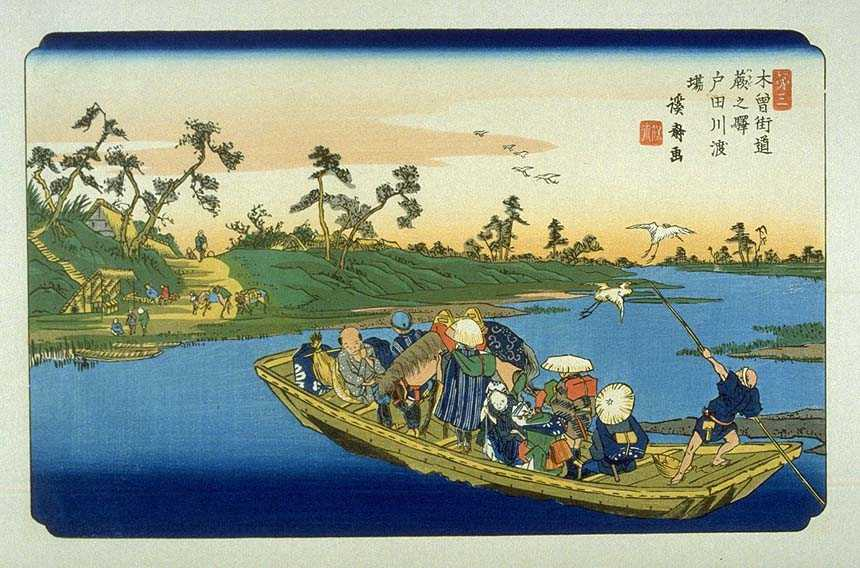
Warabi al Kisokaido
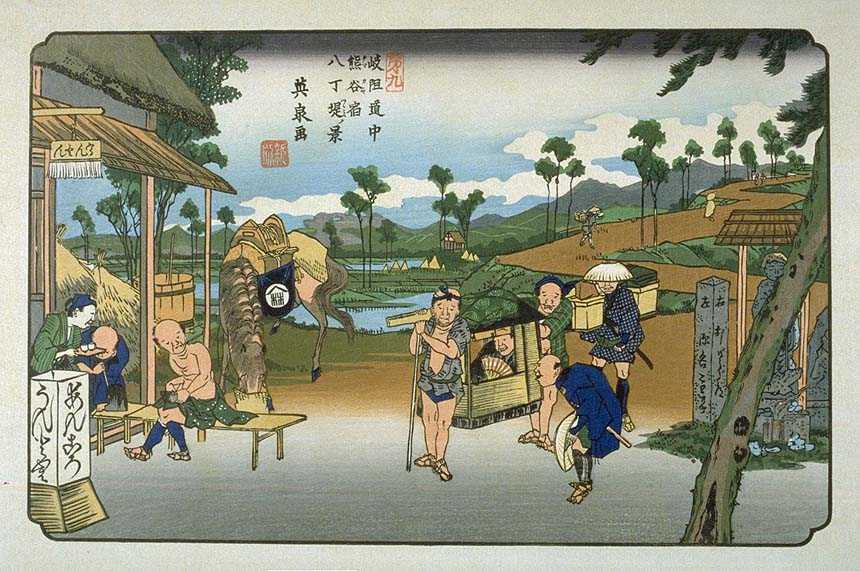
Kumagai al Kisokaido
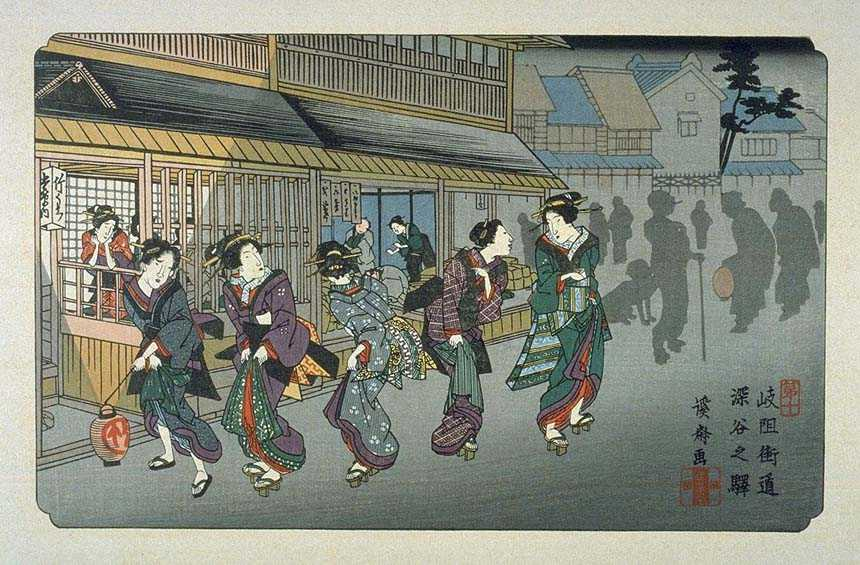
Fukaya al Kisokaido
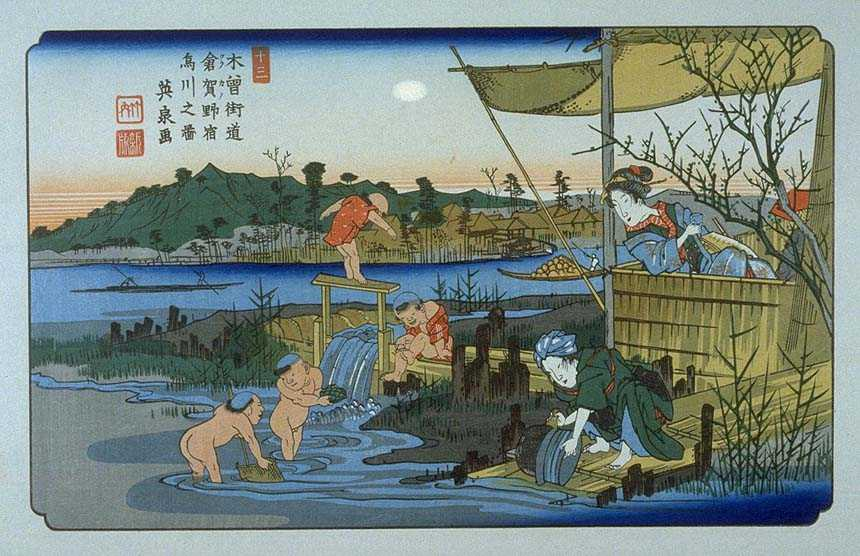
Kuragano al Kisokaido
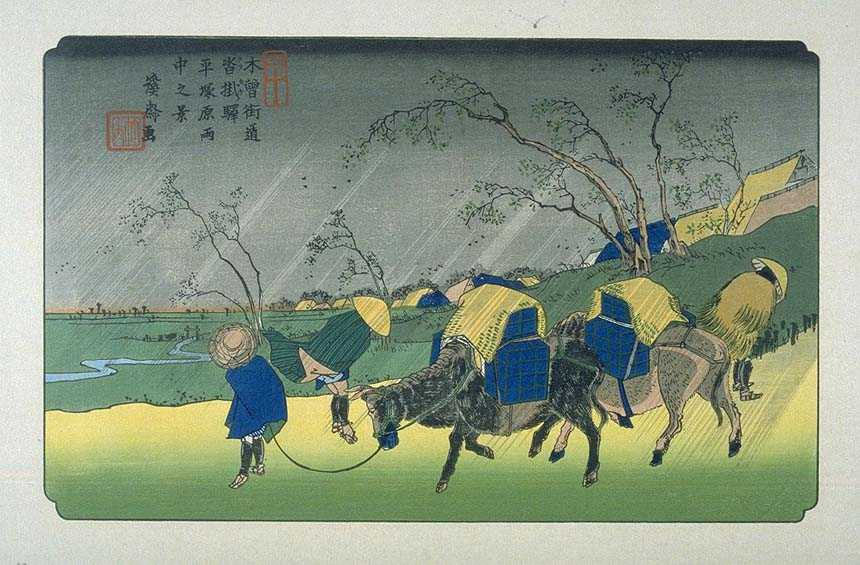
Kutsukake al Kisokaido
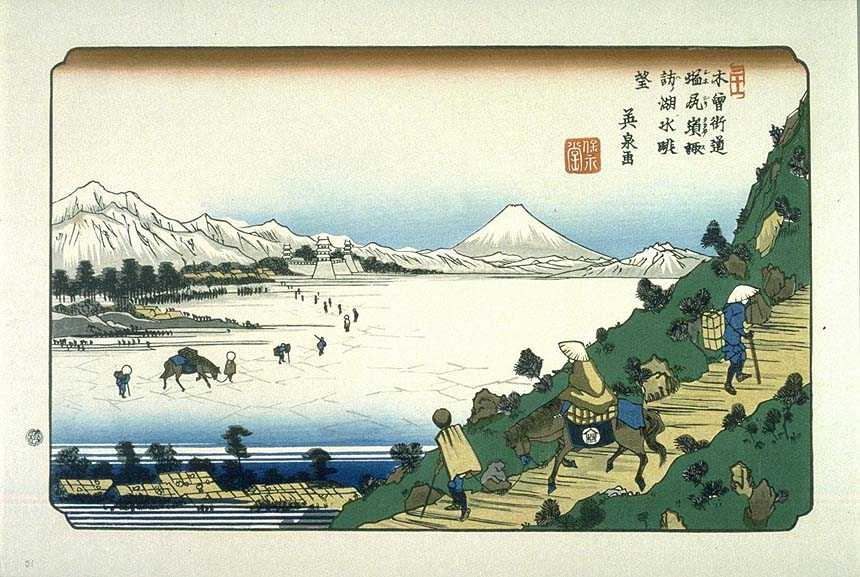
Shiojiri al Kisokaido
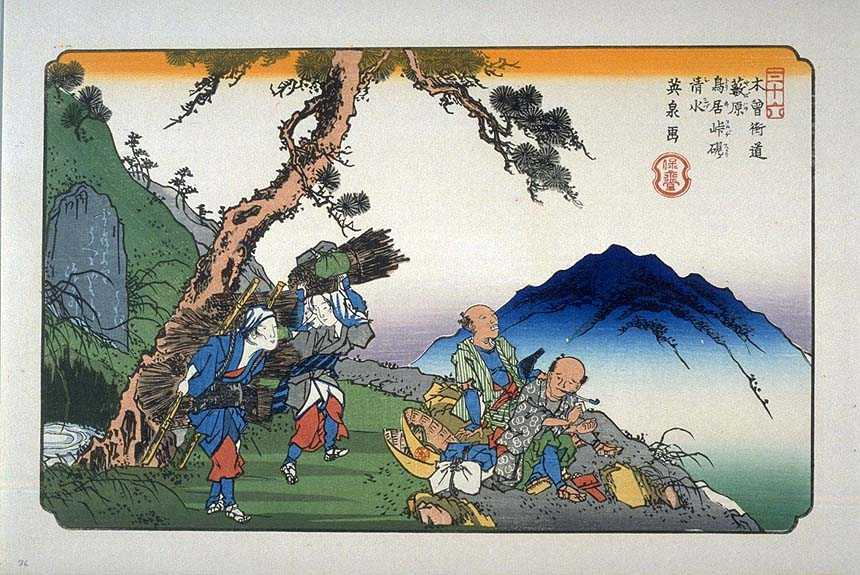
Yabuhara al Kisokaido
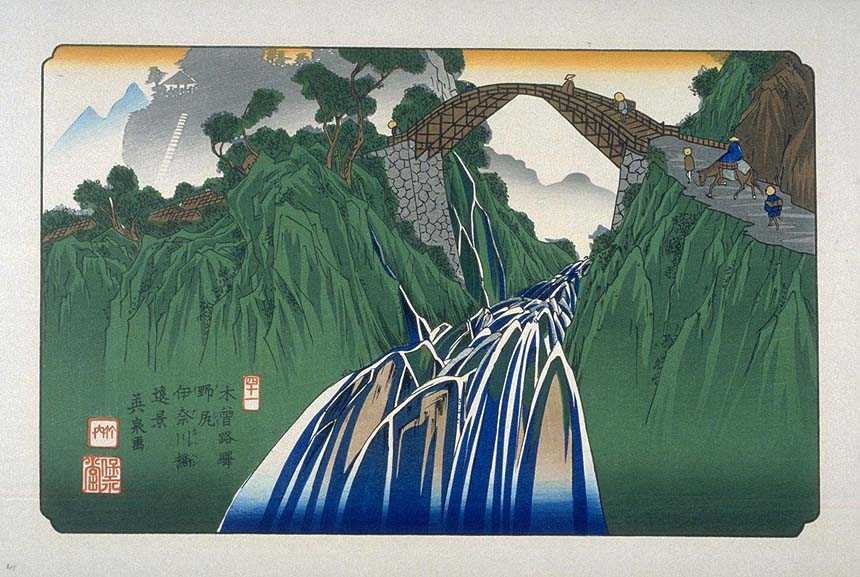
Nojiri al Kisokaido
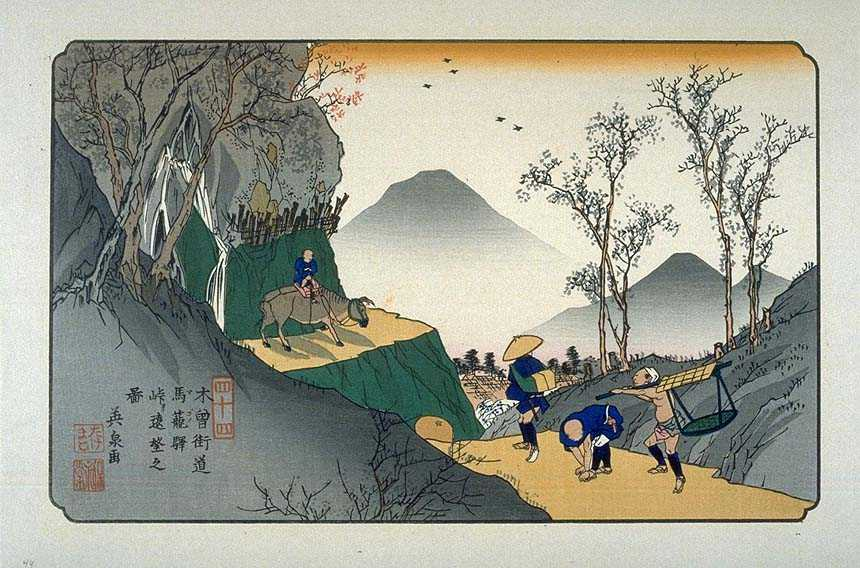
Magome al Kisokaido
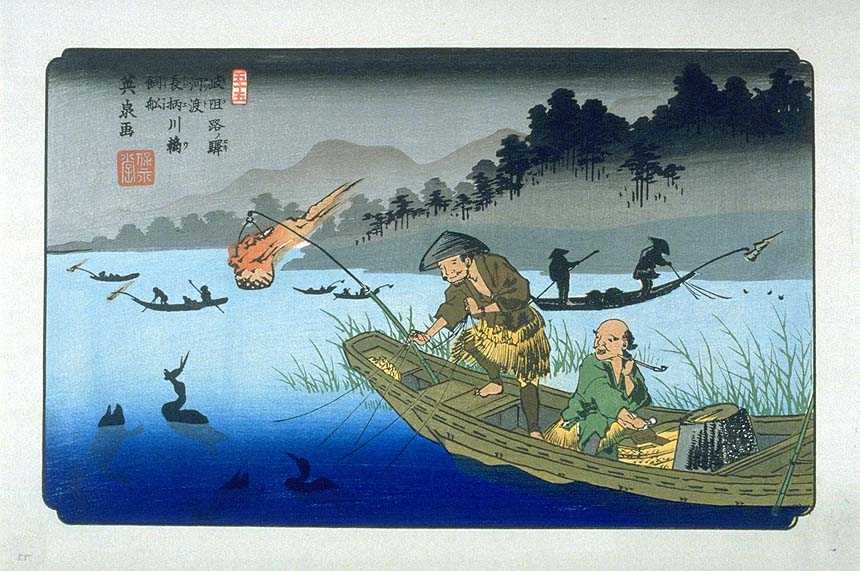
Godo al Kisokaido